# Pogezani
Pogezani so bili prusko pleme, naseljeno v Pogezaniji (poljsko Pogezania, litovsko Pagudė, nemško Pogesanien, latinsko Pogesania), majhnem ozemlju med rekama Elbląg and Pasłęka, zdaj v Varmijsko-Mazurskem vojvodstvu v severni Poljski. Pogezane je, tako kot druge Pruse, v pruski križarski vojni v 13. stoletju podjarmil Tevtonski viteški red, potem pa so jih postopoma germanizirali in polonizirali. Staropruski jezik je izumrl nekje v 17. stoletju. 

## Ime
Po mnenju Georga Gerullisa je ime klana izpeljano iz pruske besede pagudian, sestavljene iz pa, ki pomeni blizu, in gudde, ki pomeni grm. Latinsko ime izhaja iz njihovega poljskega imena Pogedzańe. 
V pruski mitologiji je bila vsaka od desetih prvotnih dežel Prusije poimenovana po enem od sinov kralja Videvuta, vendar je dejansko navedenih le nekaj imen sinov. Nemci za deželo, ki se v nemščini običajno imenuje Hockerland ali Hoggerland, ustvarili ljudsko etimologijo, ki izhaja iz kralja Hogga. Pogezanija naj bi dobila ime po njegovi hčerki  Pogezani. Njegova druga hči, Kadina, je posodila ime mestu Cadinen (zdaj Kadyny).

## Zgodovina
Tevtonski red je leta 1237 prejel papeške in cesarske ukaze, da osvoji in  pokristjani »poganske Pruse«, Vitezi so po morju vdrli v regijo. Hanzeatski trgovci iz Lübecka so tam že pred tem ustanovili mesto Elbing (danes Elbląg). Prihod Tevtonskega reda je za Pogezane pomenil začetek križarskega vojne, v kateri so križarji nameravali izpolniti pogodbo o spreobrnitvi Prusov v krščanstvo in zavladati v Prusiji, ki sta jim jo dala v last papež in Sveto rimsko cesarstvo. Pogezani so uničili Elbing, vendar so ga križarji obnovili in mesto je postalo ena od tevtonskih trdnjav in preraslo v pomembno pristanišče in trgovsko središče. Služilo je tudi kot izhodišče za nadaljnje vdore na prusko ozemlje. V prvi pruski vstaji (1242–1249) so se Pogezani pridružili drugim pruskim klanom, vendar niso podpisali Kristburškega sporazuma in boji so se nadaljevali do leta 1251 ali 1252. Pogezani so bili prisiljeni predati se tevtonskim vitezom, ki so dobili okrepitve iz nemških držav.
Med veliko prusko vstajo (1260–1274) so Pogezani za svojega voditelja izvolili Auktuma in se pridružili vstajnikom. Uspelo jim je zavzeti nekaj manjših tevtonskih gradov, trdnjava v Elbingu pa je ostala resna grožnja. Leta 1271 se je zgodila velika bitka, v kateri so združene sile Bartov pod vodstvom Divanusa in Pogezanov pod vodstvom Linka organizirale vdor v deželo Helmno. V bitki pri Pagastinu je padlo dvanajst vitezov in 500 drugih tevtonskih vojakov. Prusi so takoj zatem napadli Christburg (danes Dzierzgoń) in ga skoraj zavzeli. Ko je križarjem  prišla na pomoč konjenica iz Elbinga, so se morali Prusi umakniti. Pogezani so bili zadnji, ki so se še upirali. Izvedli so presenetljiv vpad v Elbing in postavili zasedo njegovi garniziji. Leta 1274 so vitezi izvedli velik pohod, da bi se maščevali za ta napad. Zavzeli so trdnjavo v Heilsbergu (Lidzbark Warmiński), v kateri je bil sedež upornikov, in upor se je končal.
Pogezani so se kmalu spet uprli. Leta 1276 se je razširila novica, da je vodja Sudov Skomantas  uspešno vdrl v tevtonske dežele in s pomočjo Litovcev zbral 4000 vojakov za vpad v deželo Helmno. Ker se tretji vstaji niso pridružili tudi drugi Prusi, je bila kmalu zatrta. Preživeli Pogezani so se preselili v Veliko litovsko kneževino.  Zadnji poskus osvoboditve Pogezanije  je bil narejen leta 1286, ko so Pogezani in Barti na pomoč poklicali rügenskega vojvodo, vnuka  Svetopolka II. Pomorjanskega, da jih osvobodi. Tevtonski vitezi so mnogo svobodnih Pogezanov spremenili v  podložnike in povabili nemške koloniste, da ponovno poselijo deželo. Nemci in Poljaki so sčasoma presegli število Prusov in po stoletjih asimilacije je pruska identiteta prenehala obstajati. Leta 1454 je kralj Kazimir IV. Jagelo regijo skupaj z mestom Elbląg vključil v Kraljevino Poljsko, kar je bilo potrjeno leta 1466 po trinajstletni vojni, najdaljši od vseh poljsko-tevtonskih vojn.

## Vir
- Simas Sužiedėlis, ur. (1970–1978). "Pagudė". Encyclopedia Lituanica. Vol. IV. Boston, Massachusetts: Juozas Kapočius. str. 149–150. LCC 74-114275.